# Iwancewo (obwód wołogodzki)
Iwancewo (ros. Иванцево) – wieś w Rosji, w rejonie czerepowieckim obwodu wołogodzkiego. W 2010 liczyła 2 mieszkańców.